# Ottaviano Dandini

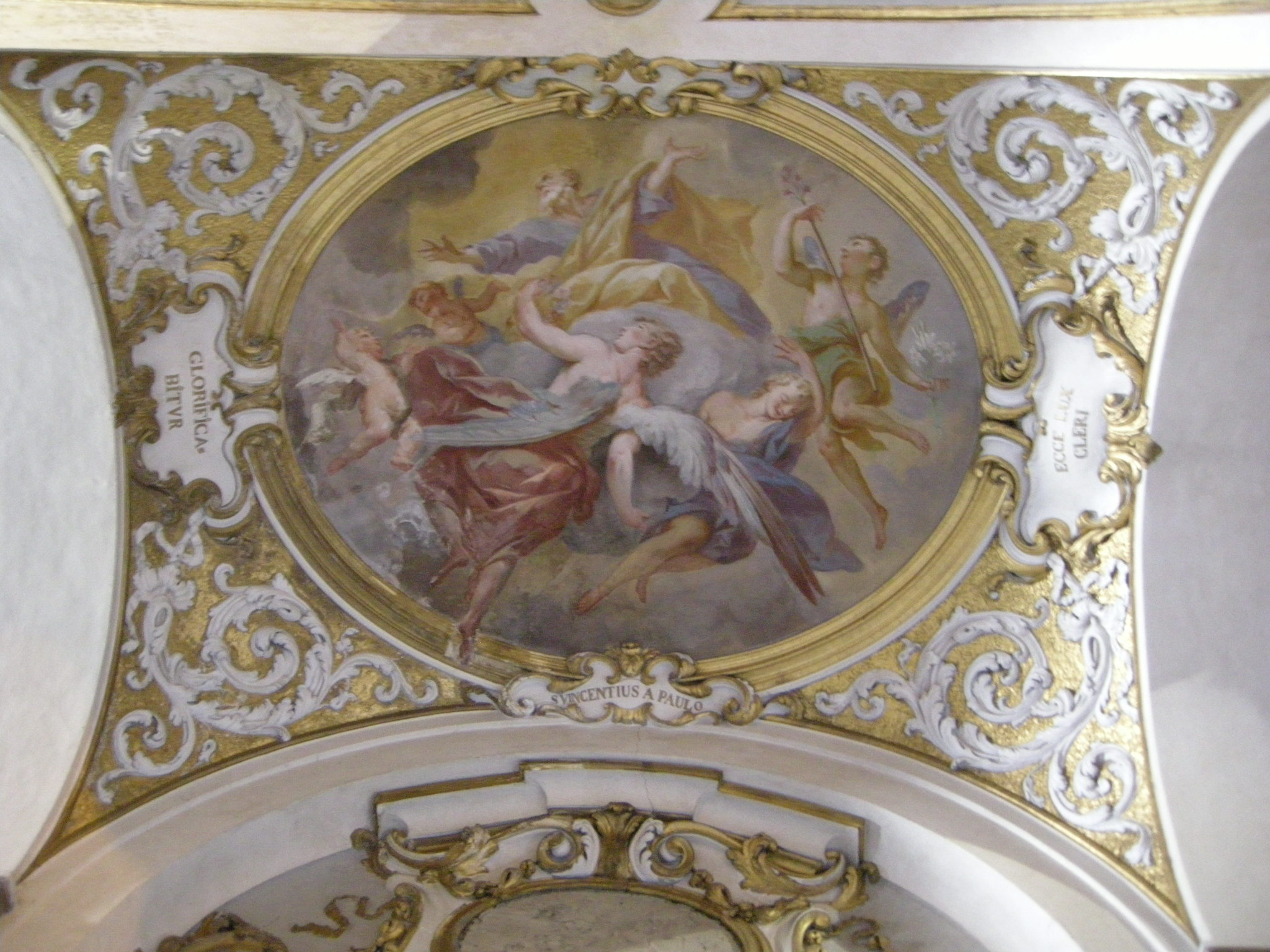
Gloria di San Giuseppe

Ottaviano Dandini (Firenze, Sec. XVII – Firenze, 1750) è stato un pittore e gesuita italiano.

## Vita e opere
Ottaviano Dandini era membro di una delle più prolifiche famiglie, in campo pittorico, di Firenze. Suo padre era Pier Dandini, uno dei pittori più originali di inizio secolo. Suo prozio era Cesare Dandini, lo scapigliato della famiglia, l'altro prozio era invece Vincenzo Dandini, il primo della famiglia di pittori. Anche suo fratello fu un pittore molto quotato e richiesto, gli fu imposto il nome del celebre prozio Vincenzo, così divenne Vincenzo Dandini il giovane.
Ottaviano dovette anche supportare la tradizione di una famiglia di artisti molto importante da più di un secolo. Iniziò assieme al padre Piero poi cominciò ad avere un suo stile originale. Lasciate da parte le atmosfere oscure si rivolse ad una pittura più serena, ormai viveva in pieno la stagione Rococò e molti altri artisti si stavano imponendo in area Toscana. Dagli alunni di Giovanni Gioseffo dal Sole, bolognese: Vincenzo Meucci e Giovanni Domenico Ferretti, ai già famosi Matteo Bonechi e Agostino Veracini.
Ottaviano Dandini dipinse a fresco alcune parti del Chiostro di Santo Spirito ed una serie di santi per la Chiesa di San Lorenzo. Dipinse anche alcune delle volte della Chiesa di San Jacopo sopr'Arno.
Altre suo opere si trovano fuori Firenze come quelle nella Chiesa della Maddalena di Pescia.
Verso la fine della vita, Ottaviano prese l'abito dei Gesuiti. Morì a Firenze nel 1750.